# Відеоальбомографія Майкла Джексона
Див. також Дискографія Майкла Джексона (альбоми)
Відео-дискографія американського співака Майкла Джексона складається з 9 збірок відеокліпів, 2 фільмів і 2 концертних альбомів.

## Збірки відеокліпів
| Назва                                                             | Дата випуску      | Лейбл        | Формати                               |
| ----------------------------------------------------------------- | ----------------- | ------------ | ------------------------------------- |
| Dangerous – The Short Films                                       | 7 грудня 1993     | Epic Records | VHS, VCD, DVD (перевидання 2001 року) |
| Video Greatest Hits - HIStory                                     | 1995              | Epic Records | VHS, VCD, DVD (перевидання 2001 року) |
| HIStory on Film, Volume II                                        | 1997              | Epic Records | VHS, VCD, DVD (перевидання 2001 року) |
| Best Music Video (тільки у Південній Кореї як промо)              | 2001              | Sony Music   | VCD                                   |
| Music Video - Special Edition (тільки у Південній Кореї як промо) | 2002              | Sony Music   | VCD                                   |
| Number Ones                                                       | 18 листопада 2003 | Epic Records | VCD, DVD, UMD                         |
| Michael Jackson’s Vision                                          | 22 листопада 2010 | Epic Records | DVD                                   |